# UFC on ABC: Уиттакер vs. Алискеров
UFC on ABC: Whittaker vs. Aliskerov (также известный как UFC on ABC 6) — турнир по смешанным единоборствам, организованный Ultimate Fighting Championship, который был проведён 22 июня 2024 года на спортивной арене «Kingdom Arena» в городе Эр-Рияд, Саудовская Аравия.

## Организация турнира

Первоначальный постер турнира

Данное мероприятие станет первым турниром UFC, организованным на территории Саудовской Аравии. Изначально дебют организации в этой стране был намечен на 2 марта 2024 года. Однако, в конце января председатель Главного управления по делам развлечений в Саудовской Аравии Турки Аль аш-Шейх объявил, что мероприятие было официально перенесено на новую дату, пояснив при этом, что "решение о переносе было принято, чтобы обеспечить участие лучших бойцов".

### Главные события турнира
Изначально в качестве заглавного события был запланирован бой в среднем весе, в котором должны встретиться бывший чемпион UFC в среднем весе (также победитель австралийского сезона шоу The Ultimate Fighter: The Smashes в полусреднем весе) Роберт Уиттакер (#3 в рейтинге) и непобеждённый боец чеченского происхождения Хамзат Чимаев (#10 в рейтинге среднего веса, бывший #3 в рейтинге полусреднего веса). Однако, 13 июня стало известно, что Чимаев выбыл из-за болезни и ему на замену выйдет российский боец Икрам Алискеров, у которого неделей ранее был запланирован поединок с Антониу Троколи на турнире UFC on ESPN: Перес vs. Таира.
Вторым по значимости событием турнира запланирован бой в тяжёлом весе, в котором встретятся российские бойцы — бывший претендент на титул временного чемпиона UFC в тяжёлом весе Сергей Павлович (#3 в рейтинге) и Александр Волков (#6 в рейтинге).
Также на турнире запланирован отложенный финал 2-го сезона шоу "Road to UFC" (азиатский аналог The Ultimate Fighter) в легчайшем весе, в котором встретятся китаец Сяо Лон и кореец Ли Чан-хо.

### Изменения карда турнира
При подготовке турнира были анонсированы, но впоследствии отменены следующие поединки:
- Бой в среднем весе, в котором должны были встретиться россиянин Шарапутдин Магомедов и украинец Игорь Потеря.[7] Однако, Потеря был перенесён на турнир UFC 301 на бой против Мишела Перейры, который на тот момент остался без соперника.[8] В свою очередь, Магомедов получил нового соперника в лице только что подписанного перспективного новичка Жаилтона Люттербаха.[9] Тем не менее, Люттербах 19 июля был отстранён анти-допинговой комиссией из-за наличия запрещённых веществ в анализах мочи. Магомедов же вновь получил нового соперника, которым стал ещё один дебютант Антониу Троколи, который должен был выступить неделей ранее на турнире UFC on ESPN: Перес vs. Таира как раз против Икрама Алискерова и который потерял этот бой из-за переноса Алискерова на бой против Уиттакера.[10]

- Бой в легчайшем весе, в котором должны были встретиться россиянин Саид Нурмагомедов и американец Монтел Джексон.[11] Однако Нурмагомедов снялся с поединка по нераскрытым причинам и его заменил Фарид Башарат.[12] В свою очередь, за несколько дней до турнира Башарат также снялся с боя из-за травмы и бой был отменён.[13][14]
- Бой в среднем весе, в котором должны были встретиться Абу Азайтар и россиянин Денис Тюлюлин.[15] Однако, Азайтар получил травму и был заменён на Седрика Дюма.[14] В свою очередь, из-за визовых проблем у Дюма этот поединок был всё-таки отложен и впоследствии переназначен на турнир UFC on ABC: Сэндхэген vs. Нурмагомедов.[16]
- Бой в полулёгком весе между Мухаммадом Наимовым и Мелсиком Багдасаряном.[17] На неделе перед турниром Багдасарян был вынужден сняться с поединка из-за разрыва мышцы на левом плече.[18] На коротком уведомлении его заменил дебютант Фелипи Лима.[19]

Запланированный на турнире бой в полусреднем весе между Келвином Гастелумом и Дэниелом Родригесом в конечном итоге на неделе перед турниром был перенесён в средний вес из-за проблем со сгонкой веса у Гастелума.

### Анонсированные бои
| Бой | Весовая категория | Участники боёв и их статистика перед боем (рекорд ММА / рекорд UFC / серия) | Участники боёв и их статистика перед боем (рекорд ММА / рекорд UFC / серия) | Участники боёв и их статистика перед боем (рекорд ММА / рекорд UFC / серия) | Участники боёв и их статистика перед боем (рекорд ММА / рекорд UFC / серия) | Участники боёв и их статистика перед боем (рекорд ММА / рекорд UFC / серия) | Участники боёв и их статистика перед боем (рекорд ММА / рекорд UFC / серия) | Участники боёв и их статистика перед боем (рекорд ММА / рекорд UFC / серия) | Участники боёв и их статистика перед боем (рекорд ММА / рекорд UFC / серия) | Участники боёв и их статистика перед боем (рекорд ММА / рекорд UFC / серия) | Участники боёв и их статистика перед боем (рекорд ММА / рекорд UFC / серия) | Участники боёв и их статистика перед боем (рекорд ММА / рекорд UFC / серия) | Участники боёв и их статистика перед боем (рекорд ММА / рекорд UFC / серия) |
|     |                   | Главный кард (Main Card, ABC/ESPN+)                                         |                                                                             |                                                                             |                                                                             |                                                                             |                                                                             |                                                                             |                                                                             |                                                                             |                                                                             |                                                                             |                                                                             |
| 1   | Средний вес       | Роберт Уиттакер (Robert Whittaker)                                          | #3, exЧ, TUF(W)                                                             | 26-7                                                                        | 16-5                                                                        | +1                                                                          | vs.                                                                         | Икрам Алискеров (Ikram Aliskerov)▲                                          | CS                                                                          | 15-1                                                                        | 2-0                                                                         | +7                                                                          | [ 21 ]                                                                      |
| 2   | Тяжёлый вес       | Сергей Павлович (Sergei Pavlovich)                                          | #3 (1), exПВ                                                                | 18-2                                                                        | 6-2                                                                         | -1                                                                          | vs.                                                                         | Александр Волков (Alexander Volkov)                                         | #5 (3)                                                                      | 37-10                                                                       | 11-4                                                                        | +3                                                                          | [ 22 ]                                                                      |
| 3   | Средний вес▲      | Келвин Гастелум (Kelvin Gastelum)                                           | exT(3), exПВ, TUF(W)                                                        | 18-9 (1)                                                                    | 12-9 (1)                                                                    | -1                                                                          | vs.                                                                         | Дэниел Родригес (Daniel Rodriguez)                                          | exT(14), CS                                                                 | 17-4                                                                        | 7-3                                                                         | -2                                                                          | [ 23 ]                                                                      |
| 4   | Средний вес       | Шарабутдин Магомедов (Sharabutdin Magomedov)                                |                                                                             | 12-0                                                                        | 1-0                                                                         | +12                                                                         | vs.                                                                         | Антониу Троколи (Antonio Trocoli)▲                                          | д, CS                                                                       | 12-3 (1)                                                                    | -                                                                           | +3                                                                          | [ 24 ]                                                                      |
| 5   | Полутяжёлый вес   | Джонни Уокер (Johnny Walker)                                                | #7 (5), CS                                                                  | 21-8 (1)                                                                    | 7-5 (1)                                                                     | -1                                                                          | vs.                                                                         | Волкан Оздемир (Volkan Oezdemir)                                            | #9 (2), exП                                                                 | 19-7                                                                        | 7-6                                                                         | +1                                                                          | [ 25 ]                                                                      |
|     |                   | Предварительный кард (Prelims, ESPN/ESPN+)                                  |                                                                             |                                                                             |                                                                             |                                                                             |                                                                             |                                                                             |                                                                             |                                                                             |                                                                             |                                                                             |                                                                             |
| 6   | Лёгкий вес        | Насрат Хакпараст (Nasrat Haqparast)                                         |                                                                             | 16-5                                                                        | 8-4                                                                         | +3                                                                          | vs.                                                                         | Джаред Гордон (Jared Gordon)                                                |                                                                             | 20-6 (1)                                                                    | 8-5 (1)                                                                     | +1                                                                          | [ 26 ]                                                                      |
| 7   | Полулёгкий вес    | Мухаммад Наимов (Muhammad Naimov)                                           | CS                                                                          | 11-2                                                                        | 3-0                                                                         | +6                                                                          | vs.                                                                         | Фелипи Лима (Felipe Lima)▲                                                  | д                                                                           | 12-1                                                                        | -                                                                           | +12                                                                         | [ 27 ]                                                                      |
| 8   | Полусредний вес   | Ринат Фахретдинов (Rinat Fakhretdinov)                                      | exT(15)                                                                     | 21-1-1                                                                      | 3-0-1                                                                       | 0                                                                           | vs.                                                                         | Николас Дальбю (Nicolas Dalby)                                              |                                                                             | 23-4-1 (2)                                                                  | 7-3-1 (1)                                                                   | +4                                                                          | [ 28 ]                                                                      |
| 9   | Легчайший вес     | Кан Кён-хо (Kyung Ho Kang)                                                  |                                                                             | 19-10 (1)                                                                   | 8-4 (1)                                                                     | -1                                                                          | vs.                                                                         | Муин Гафуров (Muin Gafurov)                                                 | CS                                                                          | 18-6                                                                        | 0-2                                                                         | -2                                                                          | [ 29 ]                                                                      |
| 10  | Полутяжёлый вес   | Магомед Гаджиясулов (Magomed Gadzhiyasulov)                                 | д, CS                                                                       | 8-0                                                                         | -                                                                           | +8                                                                          | vs.                                                                         | Брендсон Рибейру (Brendson Ribeiro)                                         | CS                                                                          | 15-6 (1)                                                                    | 0-1                                                                         | -1                                                                          | [ 30 ]                                                                      |
| 11  | Легчайший вес     | Сяо Лун (Xiao Long)                                                         | д, R2U, CS                                                                  | 26-8                                                                        | -                                                                           | +4                                                                          | vs.                                                                         | Ли Чан-хо (Lee Chang Ho)                                                    | д, R2U                                                                      | 9-1                                                                         | -                                                                           | +3                                                                          | [ 31 ]                                                                      |
|     |                   | Отменённые бои                                                              |                                                                             |                                                                             |                                                                             |                                                                             |                                                                             |                                                                             |                                                                             |                                                                             |                                                                             |                                                                             |                                                                             |
|     | Средний вес       | Шарабутдин Магомедов (Sharabutdin Magomedov)                                |                                                                             | 12-0                                                                        | 1-0                                                                         | +12                                                                         | vs.                                                                         | Игорь Потеря (Ihor Potieria)▼                                               | CS                                                                          | 21-6                                                                        | 2-4                                                                         | -1                                                                          | [ 32 ]                                                                      |
|     | Легчайший вес     | Саид Нурмагомедов (Said Nurmagomedov)▼                                      | exT(12)                                                                     | 18-3                                                                        | 7-2                                                                         | +1                                                                          | vs.                                                                         | Монтел Джексон (Montel Jackson)                                             | CS                                                                          | 13-2                                                                        | 7-2                                                                         | +4                                                                          | [ 33 ]                                                                      |
|     | Средний вес       | Роберт Уиттакер (Robert Whittaker)                                          | #3, exЧ, TUF(W)                                                             | 25-7                                                                        | 16-5                                                                        | +1                                                                          | vs.                                                                         | Хамзат Чимаев (Khamzat Chimaev)▼                                            | #10 (3*)                                                                    | 13-0                                                                        | 7-0                                                                         | +13                                                                         | [ 34 ]                                                                      |
|     | Легчайший вес     | Фарид Башарат (Farid Basharat)▲▼                                            | CS                                                                          | 12-0                                                                        | 3-0                                                                         | +12                                                                         | vs.                                                                         | Монтел Джексон (Montel Jackson)                                             | CS                                                                          | 13-2                                                                        | 7-2                                                                         | +4                                                                          | [ 35 ]                                                                      |
|     | Средний вес       | Абу Азайтар (Abu Azaitar)▼                                                  |                                                                             | 14-4-1                                                                      | 1-2                                                                         | -2                                                                          | vs.                                                                         | Денис Тюлюлин (Denis Tiuliulin)                                             |                                                                             | 11-9                                                                        | 1-4                                                                         | -3                                                                          | [ 36 ]                                                                      |
|     | Полулёгкий вес    | Мухаммад Наимов (Muhammad Naimov)                                           | CS                                                                          | 11-2                                                                        | 3-0                                                                         | +6                                                                          | vs.                                                                         | Мелсик Багдасарян (Melsik Baghdasaryan)▼                                    | CS                                                                          | 8-2                                                                         | 3-1                                                                         | +1                                                                          | [ 37 ]                                                                      |
|     | Средний вес       | Седрик Дюма (Sedriques Dumas)▲▼                                             | CS                                                                          | 9-2                                                                         | 2-2                                                                         | -1                                                                          | vs.                                                                         | Денис Тюлюлин (Denis Tiuliulin)                                             |                                                                             | 11-9                                                                        | 1-4                                                                         | -3                                                                          | [ 38 ]                                                                      |
|     | Средний вес       | Шарабутдин Магомедов (Sharabutdin Magomedov)                                |                                                                             | 12-0                                                                        | 1-0                                                                         | +12                                                                         | vs.                                                                         | Жаилтон Литтербах (Jailton Lutterbax) ▼                                     | д, TUF                                                                      | 38-9                                                                        | -                                                                           | +4                                                                          | [ 32 ]                                                                      |

Условные обозначения: #5 (1) — текущее (лучшее) место бойца в рейтинге, exЧ(В) — бывший чемпион (временный), exП(В) — бывший претендент на титул чемпиона (временного), exТ(3) — боец входил в рейтинг Топ-15 (лучшее место в рейтинге), д — дебютант, CS — боец участвовал в Претендентской серии Дэйны Уайта, R2U — боец участвовал в шоу Road To UFC, TUF — боец участвовал в шоу The Ultimate Fighter, TUF(W/F) — боец являлся победителем/финалистом The Ultimate Fighter, WEC/SF — боец выступал в WEC или Strikeforce до объединения этих организаций с UFC.

## Церемония взвешивания
Результаты официальной церемонии взвешивания бойцов перед турниром.
Все участники турнира показали вес в лимитах своих весовых категорий.

## Результаты турнира
В главном бою вечера Роберт Уиттакер победил Икрама Алискерова нокаутом в 1-м раунде.
В соглавном бою Александр Волков победил Сергея Павловича единогласным решением судей.
| Бой    | Весовая категория | Результат боя        | Результат боя        | Результат боя | Результат боя | Результат боя | Результат боя    | Результат боя | Способ победы                                     | Раунд | Время | Рефери в ринге |
|        |                   | Главный кард         |                      |               |               |               |                  |               |                                                   |       |       |                |
| Бой 11 | Средний вес       |                      | Роберт Уиттакер      | #3            | поб.          |               | Икрам Алискеров  |               | Нокаут (апперкот и добивание)                     | 1     | 1:49  | Марк Годдард   |
| Бой 10 | Тяжёлый вес       |                      | Александр Волков     | #5            | поб.          |               | Сергей Павлович  | #3            | Единогласное решение (30–27, 30–27, 29–28)        | 3     | 5:00  | Джейсон Херцог |
| Бой 9  | Средний вес       |                      | Келвин Гастелум      |               | поб.          |               | Дэниел Родригес  |               | Единогласное решение (29–28, 30–27, 30–27)        | 3     | 5:00  | Рич Митчелл    |
| Бой 8  | Средний вес       |                      | Шарабутдин Магомедов |               | поб.          |               | Антониу Троколи  | д             | Технический нокаут (серия ударов руками в голову) | 3     | 2:27  | Марк Годдард   |
| Бой 7  | Полутяжёлый вес   |                      | Волкан Оздемир       | #9            | поб.          |               | Джонни Уокер     | #7            | Нокаут (апперкот)                                 | 1     | 2:28  | Джейсон Херцог |
|        |                   | Предварительный кард |                      |               |               |               |                  |               |                                                   |       |       |                |
| Бой 6  | Лёгкий вес        |                      | Насрат Хакпараст     |               | поб.          |               | Джаред Гордон    |               | Раздельное решение (28–29, 29–28, 29–28)          | 3     | 5:00  | Рич Митчелл    |
| Бой 5  | Полулёгкий вес    |                      | Фелипи Лима          | д             | поб.          |               | Мухаммад Наимов  |               | Сдача, удушающий приём (удушение сзади)           | 3     | 1:15  | Томас Фан      |
| Бой 4  | Полусредний вес   |                      | Ринат Фахретдинов    |               | поб.          |               | Николас Дальбю   |               | Раздельное решение (29–28, 28–29, 29–28)          | 3     | 5:00  | Томас Фан      |
| Бой 3  | Легчайший вес     |                      | Муин Гафуров         |               | поб.          |               | Кан Кён-хо       |               | Единогласное решение (30–27, 30–27, 30–27)        | 3     | 5:00  | Марк Годдард   |
| Бой 2  | Полутяжёлый вес   |                      | Магомед Гаджиясулов  | д             | поб.          |               | Брендсон Рибейру |               | Решение большинства (29–28, 29–28, 28–28)         | 3     | 5:00  | Джейсон Херцог |
| Бой 1  | Легчайший вес     |                      | Сяо Лун              | д             | поб.          |               | Ли Чан-хо        | д             | Раздельное решение (28–29, 29–28, 29–28)          | 3     | 5:00  | Томас Фан      |

Официальные судейские карточки турнира.

## Бонусы
Следующие бойцы были удостоены денежного бонуса в размере $50,000:
- Лучший бой вечера: не присуждался

- Выступление вечера: Роберт Уиттакер, Шарабутдин Магомедов, Волкан Оздемир и Фелипи Лима